# هدیه هومبولت
هدیه هومبولت رمانی است نوشته سال بلو نویسنده آمریکایی. این رمان در سال ۱۹۷۵ منتشر شد و در همان سال جایزه پولیتزر را برای نویسنده‌اش به ارمغان آورد.

## طرح داستان
چارلی سیترین، مرد جوان باهوش و علاقه‌مند به ادبیات، برای دیدار با شاعر محبوبش فون هومبولت فلایشر به دهکده گرینویچ در شیکاگو می‌رود. رفاقتی میان آن دو شکل می‌گیرد. بعدها چارلی سیترین نویسنده معروفی می‌شود. دو جایزه پولیتزر و یک جایزه افتخاری از دولت فرانسه می‌برد و اجرای نمایشنامه‌اش در برادوی پول فراوانی نصیبش می‌کند ولی هومبولت که پیش‌تر به عنوان استعداد جدیدی در ادبیات شناخته شده بود کم‌کم از دور خارج می‌شود. رفاقت جایش را به کینه می‌دهد. سال‌ها بعد، هومبولت در تنهایی و فقر و دیوانگی می‌میرد اما سایه او همچنان بر زندگی چارلی سیترین میانسال سنگینی می‌کند. چارلی در گیر و دار مشکلات شخصی‌اش -که گاه به کمدی پهلو می‌زند- همچنان در جستجوی خرد و فرزانگی‌ای است که هومبولت در عین دیوانگی از آن برخوردار بود. همسر سابق چارلی و معشوقه جدیدش مشکلات مالی فراوانی برای او ایجاد می‌کنند؛ و در این بین لات خرده‌پایی به نام رونالد کانتابیل که از چارلی پول طلب دارد اوضاع را آشفته‌تر می‌کند. همسر کانتبایل قصد دارد پایان‌نامه‌ای دربارهٔ هومبولت بنویسد و برای به دست آوردن اطلاعات چارلی را رها نمی‌کند. درست در زمانی که چارلی کاملاً ورشکست شده و معشوقه جوانش هم او را رها کرده، فیلمی بر اساس فیلمنامه‌ای که سال‌ها قبل چارلی و هومبولت با هم نوشته بودند ساخته می‌شود و به داد چارلی می‌رسد. این فیلم که کمدی‌ای دربارهٔ آدم‌خواری است، استعاره‌ای است که بارها در رمان تکرار می‌شود.

## ترجمه به فارسی
این رمان در سال ۱۳۸۹ با ترجمه سهیل سمی از سوی انتشارات ققنوس در ۶۰۰ صفحه منتشر شده‌است.